# Thria robusta
Thria robusta är en fjärilsart som beskrevs av Walker 1857. Thria robusta ingår i släktet Thria och familjen nattflyn. Inga underarter finns listade i Catalogue of Life.